# TNA Super X Cup (2005)
TNA Super X Cup (2005) – turniej wrestlingu z cyklu X Cup rozgrywany na zasadzie systemu pucharowego. Były to drugie tego typu zawody zorganizowane przez amerykańską federację wrestlingu Total Nonstop Action Wrestling (TNA). Pierwsza odsłona turnieju miała miejsce w 2003 roku. Rozgrywki wystartowały 19 lipca 2005 i zakończyły się 14 sierpnia na gali Sacrifice. Ówczesny TNA X Division Champion, Christopher Daniels, nazwał turniej „sportową imprezą zamkniętą Christophera Danielsa”.
W Super X Cup wzięło udział ośmiu wrestlerów: A.J. Styles, Alex Shelley, Chris Sabin, Michael Shane, Petey Williams, Samoa Joe, Shocker i Sonjay Dutt. Wydarzenie poprzedził Four Way Qualification X match na gali No Surrender (17 lipca), w którym Dutt pokonał Elixa Skippera, Mikeya Battsa i Shark Boya. Przebrnąwszy przez mecze ćwierćfinałowe i półfinałowe, Samoa Joe i A.J. Styles spotkali się w finale zawodów. Podczas gali, dzięki interwencji Christophera Danielsa, Joe wygrał pojedynek ze Stylesem, zdobywając puchar Super X Cup i prawo do walki o TNA X Division Championship. Z powodu nieczystej przegranej Styles został dodany do meczu o mistrzostwo. TNA zatwierdziło Three Way match o TNA X Division Championship pomiędzy Danielsem i dwoma wymienionymi zawodnikami na gali Unbreakable (11 września), gdzie Styles zwyciężył rywali i został nowym mistrzem.
Mecze odbywające się w ramach turnieju Super X Cup zostały pozytywnie przyjęte przez krytyków.

## Tło
Redaktor TNA, Bill Banks, zapowiedział turniej w lipcu 2005 w swojej kolumnie „Bank Shot” na stronie internetowej federacji, dodając że jego finał znajdzie się w karcie gali Sacrifice, która odbędzie się 14 sierpnia. Zawody z 2005 były drugą edycją Super X Cup. Pierwsza z nich odbyła się we wrześniu 2003, a jej zwycięzcą okazał się Chris Sabin. Zwycięzca turnieju otrzymywał trofeum i możliwość walki z mistrzem Dywizji X.
W lipcu 2005 TNA ogłosiło ostateczną listę uczestników rozgrywek, na którą składało się ośmiu wrestlerów: A.J. Styles, Alex Shelley, Chris Sabin, Michael Shane, Petey Williams, Samoa Joe, Shocker i Sonjay Dutt. Na poprzedzającej zawody gali No Surrender Dutt pokonał Elixa Skippera, Mikeya Battsa i Shark Boya w Four Way X Cup Qualification matchu. Dało mu to przepustkę do turnieju.

## Turniej

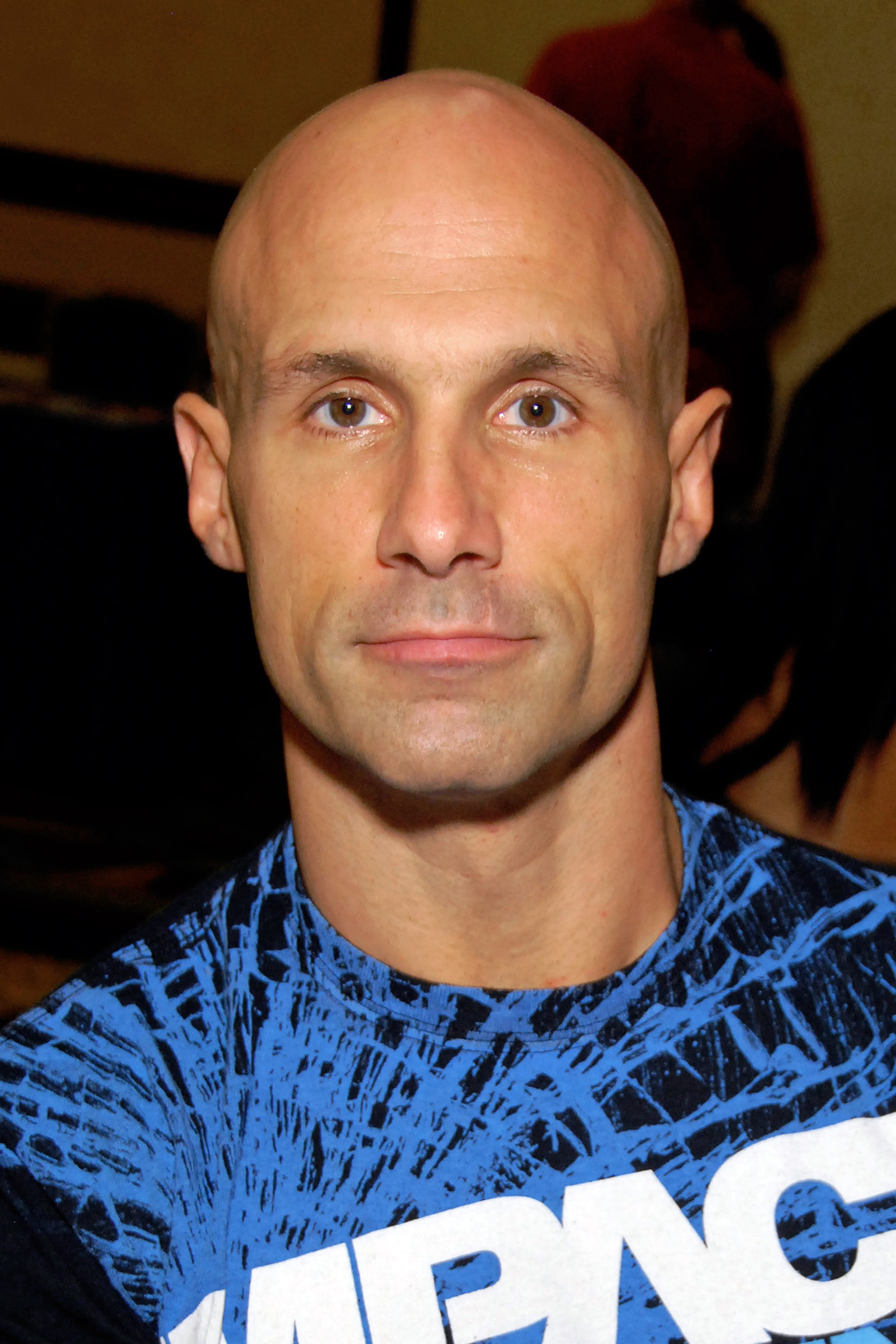
Christopher Daniels

Turniej Super X Cup obejmował siedem meczów z udziałem różnych wrestlerów, które zostały przygotowane na podstawie wcześniej istniejących scenariuszy i rywalizacji pomiędzy nimi. Zawodnicy odgrywają role pozytywnych (face) lub negatywnych bohaterów (heel), którzy rywalizują pomiędzy sobą w seriach walk mających budować napięcie.
Turniej składał się z trzech rund: ćwierćfinałów, półfinałów i finału. Ćwierćfinały i półfinały miały miejsce w programie telewizyjnym TNA, TNA Impact!, podczas gdy końcowy pojedynek odbył się na gali Sacrifice. Pierwsze cztery spotkania zostały nagrane 19 lipca i wyemitowane w odcinkach Impact! z 22 i 29 lipca. Drugą rundę starć również zarejestrowano 19 lipca, zostały one nadane 5 i 12 sierpnia. TNA X Division Champion, Christopher Daniels, każde z tych spotkań opatrzył własnym komentarzem, dołączając do Mike’a Tenaya i Dona Westa przy stoliku komentatorskim. Daniels nazwał tę rywalizację „sportową imprezą zamkniętą Christophera Danielsa”.

### Ćwierćfinały
W pierwszym z dwóch meczów ćwierćfinałowych wyemitowanych 22 lipca Samoa Joe zwyciężył Sonjaya Dutta w czasie 9 minut i 32 sekund. Zmusił rywala do poddania się po wykonaniu charakterystycznej dla siebie akcji końcowej, duszenia o nazwie Coquina Clutch. W drugiej walce skonfrontowali się ze sobą A.J. Styles i Michael Shane, który tuż przed rozpoczęciem pojedynku zmienił pseudonim ringowy na „Matt Bentley”. Styles wygrał spotkanie, gdy America’s Most Wanted (Chris Harris i James Storm) zaingerowali w wynik meczu. Harris odwrócił uwagę sędziego, natomiast Storm kopnął Bentleya w twarz.
Dalsze dwa pojedynki wyemitowano 29 lipca. Alex Shelley pokonał Shockera po 5 minutach i 28 sekundach używając kombinacji przypięć. Nieco później Petey Williams zmierzył się z Chrisem Sabinem. Podczas spotkania interweniował A-1, który rozproszył uwagę arbitra i podał kij hokejowy Williamsowi. Ten uderzył nim Sabina w brzuch, po czym wykonał Canadian Destroyer na przeciwniku i wygrał mecz w czasie 11 minut i 45 sekund.

### Półfinały
Samoa Joe i Alex Shelley spotkali się w pierwszym meczu półfinałowym turnieju. Joe wykorzystał swoją charakterystyczną akcję – Muscle Buster, aby oszołomić Williamsa, później zaś przeszedł do duszenia, czym zapewnił sobie zwycięstwo. A.J. Styles został drugim finalistą, przypinając Williamsa.

### Finał
W końcowej części meczu Samoa Joe starał się wykonać na A.J. Stylesie Muscle Buster, lecz ten uwolnił się z uchwytu przeciwnika, uderzył go dwiema nogami w plecy, po czym uniósł oponenta na barkach i rzucił nim o matę. W tym momencie sędzia Andrew Thomas został ugodzony w głowę i upadł oszołomiony na deski. Christopher Daniels wykorzystał niedyspozycję arbitra, wbiegł do ringu i zaatakował „Mr. TNA”. Chciał też uderzyć Joego pasem mistrzowskim, próba ta jednak zakończyła się fiaskiem, a Daniels został wyrzucony z ringu przez Stylesa. Chwilę później Joe wyniósł przeciwnika na ramiona, cisnął nim o ring i przeszedł do duszenia. Niebawem sędzia doszedł do siebie i, gdy Styles został zmuszony do poddania, ogłosił zwycięstwo Samoa Joego. Pojedynek trwał 15 minut i 15 sekund.

### Drabinka turnieju
|  | Ćwierćfinały (TNA Impact!) | Ćwierćfinały (TNA Impact!) |             |     | Półfinały (TNA Impact!) | Półfinały (TNA Impact!) |  |  | Finał (Sacrifice) | Finał (Sacrifice) |
|  |                            |                            |             |     |                         |                         |  |  |                   |                   |
|  |                            |                            |             |     |                         |                         |  |  |                   |                   |
|  |                            |                            |             |     |                         |                         |  |  |                   |                   |
|  | Samoa Joe                  | Sub                        |             |     |                         |                         |  |  |                   |                   |
|  | Samoa Joe                  | Sub                        |             |     |                         |                         |  |  |                   |                   |
|  | Sonjay Dutt                | 9:32                       |             |     |                         |                         |  |  |                   |                   |
|  | Sonjay Dutt                | 9:32                       | Samoa Joe   | Sub |                         |                         |  |  |                   |                   |
|  |                            |                            | Samoa Joe   | Sub |                         |                         |  |  |                   |                   |
|  |                            | Alex Shelley               | 9:04        |     |                         |                         |  |  |                   |                   |
|  | Alex Shelley               | Alex Shelley               | 9:04        | Pin |                         |                         |  |  |                   |                   |
|  | Alex Shelley               |                            |             | Pin |                         |                         |  |  |                   |                   |
|  | Shocker                    | 5:28                       |             |     |                         |                         |  |  |                   |                   |
|  | Shocker                    | 5:28                       | Samoa Joe   | Sub |                         |                         |  |  |                   |                   |
|  |                            |                            | Samoa Joe   | Sub |                         |                         |  |  |                   |                   |
|  |                            | A.J. Styles                | 15:15       |     |                         |                         |  |  |                   |                   |
|  | A.J. Styles                | A.J. Styles                | 15:15       | Pin |                         |                         |  |  |                   |                   |
|  | A.J. Styles                |                            |             | Pin |                         |                         |  |  |                   |                   |
|  | Matt Bentley               | 10:53                      |             |     |                         |                         |  |  |                   |                   |
|  | Matt Bentley               | 10:53                      | A.J. Styles | Pin |                         |                         |  |  |                   |                   |
|  |                            |                            | A.J. Styles | Pin |                         |                         |  |  |                   |                   |
|  |                            | Petey Williams             | 9:19        |     |                         |                         |  |  |                   |                   |
|  | Petey Williams             | Petey Williams             | 9:19        | Pin |                         |                         |  |  |                   |                   |
|  | Petey Williams             |                            |             | Pin |                         |                         |  |  |                   |                   |
|  | Chris Sabin                | 11:45                      |             |     |                         |                         |  |  |                   |                   |
|  | Chris Sabin                | 11:45                      |             |     |                         |                         |  |  |                   |                   |

## Odbiór
James Caldwell z Pro Wrestling Torch określił spotkanie Samoa Joego z Sonjayem Duttem „kolejnym fenomenalnym meczem z udziałem Samoa Joego”, dodał również, że „warto budować Dywizję X – jak i całą federację – wokół tego zawodnika”. Drugie spotkanie ćwierćfinałowe opisał słowami: „solidny, metodyczny mecz, który opowiedział historię w ringu”. Recenzując trzecią walkę, stwierdził, że „Shelley wykorzystał sprytnie tradycyjny roll up Shockera i przechytrzył przeciwnika, dzięki czemu jego postać została podbudowana”. Zdaniem Caldwella, gdyby mecz potrwał nieco dłużej „pozwoliłoby to opowiedzieć pełniejszą historię, mimo to starcie przyniosło zamierzone efekty”. O ostatnim pojedynku ćwierćfinałowym napisał, że wrestlerzy „stworzyli solidną końcówkę, zniszczoną przez jeszcze jedną zewnętrzną interwencję Teamu Canada”. Dziennikarz Canadian Online Explorer, Chris Sokol, pochwalił wszystkie potyczki.
Walki półfinałowe wywołały dość pozytywne reakcje krytyków. Caldwell stwierdził, że walka Joego z Shelleyem była "jeszcze jednym wyjątkowym meczem Samoa Joego", natomiast Ryan Droste z Wrestleview.com zauważył, że „Samoańczyk” wygląda na mocną postać ze względu na połączenie akcji wrestlingowych z ruchami znanymi z mieszanych sztuk walki. Caldwell uznał drugą walkę za „solidny pojedynek, który nie wyróżnił się niczym spektakularnym i nie szczególnie zapierał dech w piersiach, ale nie musiał takim być, ponieważ publiczność zainteresowała się nim po prostu ze względu na osoby, które walczyły w ringu”. Kontynuując wypowiedź, napisał, że „zawodnicy nie mieli obowiązku wykręcenia czterogwiazdkowego meczu z niesamowitymi akcjami, aby wprawić w zachwyt widownię, ponieważ ta była zauroczona od początku”. 
Publicysta Canadian Online Explorer, Corey David Lacroix, recenzował galę Sacrifice, wystawiając finałowej walce Super X Cup notę 8 na 10. Lacroix napisał, że finał „mógł być uznany za kandydata do miana meczu roku, gdyby ktoś z oficjeli nie podjął decyzji o tym, aby Daniels zaingerował w wynik pojedynku”. Dodał również, że starcie „było przejawem piękna ze skazą”. Wade Keller z Pro Wrestling Torch dał końcowemu spotkaniu turnieju cztery z pięciu możliwych gwiazdek. Jego zdaniem był to „czterogwiazdkowy mecz, który błagał o dodatkowe dziesięć minut, a wtedy mógł aspirować do tytułu meczu roku”.

## Po turnieju

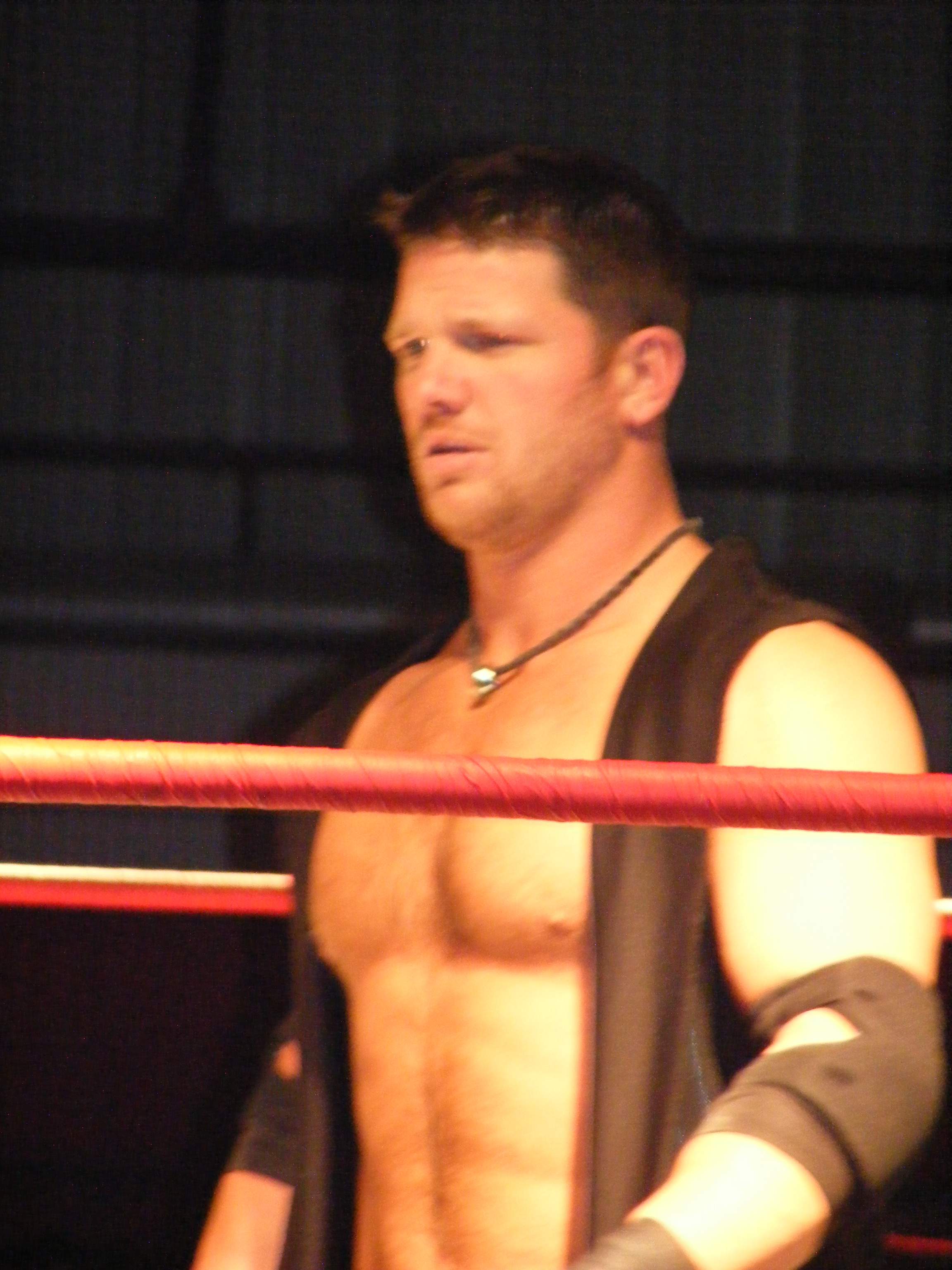
A.J. Styles

A.J. Styles doznał kontuzji ścięgna w trakcie pojedynku z Joem. W celu zapewnienia mu odpoczynku oraz zmniejszenia ryzyka pogłębienia kontuzji zarząd TNA podjął decyzję, aby zmniejszyć aktywność zawodnika w następnych nagraniach programu Impact!. Wrestler odwołał swój występ 20 sierpnia w organizacji Ring of Honor. Powrócił do ROH już tydzień później, na gali Dragon’s Gate Invasion, i zawalczył w przegranym spotkaniu z CIMĄ.
Wygrywając Super X Cup, Samoa Joe miał zmierzyć się z Christopherem Danielsem o tytuł Dywizji X na gali Unbreakable. 19 sierpnia A.J. Styles zaatakował Danielsa w akcie zemsty za jego interwencję podczas finałowego meczu na Sacrifice. Napadnięty domagał się, aby Styles poniósł karę za ten czyn, jednak Larry Zbyszko, członek Komisji NWA Championship, odrzucił tę prośbę, co więcej dołączył Stylesa do planowanego spotkania na Unbreakable. W ten sposób pojedynek o TNA X Division Championship zmienił się w trzyosobowe starcie (Three Way match), a samo wydarzenie federacja reklamowała jako „Spotkanie Marzeń” Dywizji X. Styles wygrał pojedynek, przypinając Danielsa. Dave Meltzer, dziennikarz specjalizujący się we wrestlingu, wystawił tej walce najwyższą ocenę – 5 gwiazdek.
Trzej zawodnicy toczyli ze sobą spór w kolejnych miesiącach na przełomie lat 2005 – 2006. 23 października, na Bound for Glory, Styles obronił TNA X Division Championship w 30-minutowym Iron Man matchu z Danielsem. Niecały miesiąc później, na gali Genesis (13 listopada), TNA zorganizowało Four on Four Elimination X match. Drużyna w składzie Alex Shelley, Daniels, Samoa Joe i Roderick Strong pokonała zespół Austina Ariesa, Chrisa Sabina, Matta Bentleya i Sonjaya Dutta. Gdy pojedynek zakończył się, Joe zaatakował "Fallen Angela", dwukrotnie wykonując na nim Muscle Buster, za drugim razem uderzając rywalem o metalowe krzesło. Zaatakowany odniósł kontuzję i nie pojawił się w federacji aż do Turning Point (11 grudnia). Tego dnia Styles utracił tytuł na rzecz „Samoańczyka”, po meczu zaś został uderzony pasem przez nowego mistrza. Atak na Stylesie przerwał powracający Christopher Daniels. Wkrótce "Fallen Angel" wyzwał Joego na pojedynek na Final Resolution (15 stycznia 2006). Mistrzowi udało się utrzymać TNA X Division Championship, podobnie jak na Against All Odds (12 lutego). Na Destination X (12 marca) trójka zawodników zmierzyła się w Ultimate X matchu; tym razem TNA X Division Championem został Daniels. Ich rywalizacja dobiegła końca 13 kwietnia w odcinku Impact!, gdy Joe odebrał Danielsowi mistrzostwo.
TNA zorganizowało ponowny Three Way match z udziałem Danielsa, Joe i Stylesa w 2009 r., tym razem o TNA World Heavyweight Championship na gali Turning Point (15 listopada), korzystając z fali popularności, jaką cieszyła się rywalizacja tych zawodników w 2005 i 2006 r. Ówczesny mistrz, A.J. Styles, wygrał walkę, po czym ponownie pokonał Danielsa na Final Resolution (20 grudnia), broniąc tytułu.
Większość wrestlerów biorących udział w Super X Cup, oprócz Bentleya, Joego i Stylesa, wystąpiła w turnieju Chris Candido Memorial Tag Team. W zawodach osiem tag teamów zostało wylosowanych na chybił trafił, przy czym starszych wiekiem zawodników połączono z młodszymi – Shelley towarzyszył Seanowi Waltmanowi, Sabin Shockerowi, Dutt Ronowi Killingsowi, natomiast Williams Kipowi Jamesowi. Finał turnieju został rozegrany podczas odcinka Impact! z 9 września 2005, w którym Shelley i Waltman pokonali Sabina i Shockera, wygrywając Chris Candido Cup.